# Lobo Leite
Lobo Leite é um distrito do município brasileiro de Congonhas, no interior do estado de Minas Gerais. Segundo o censo demográfico de 2022, realizado pelo Instituto Brasileiro de Geografia e Estatística (IBGE), sua população era de 2 322 habitantes e havia 761 domicílios particulares permanentes ocupados. Possui área de 50,86 km² conforme a Fundação João Pinheiro (FJP).
De acordo com o IBGE, em 2010 a população era de 2 111 habitantes e havia 743 domicílios particulares.
Um dos seus marcos é a Igreja Nossa Senhora da Soledade, que tem um grande significado histórico para a comunidade de Lobo Leite. Em julho de 2009, terminaram as obras de restauração da Igreja que duraram dois anos e meio.

## História

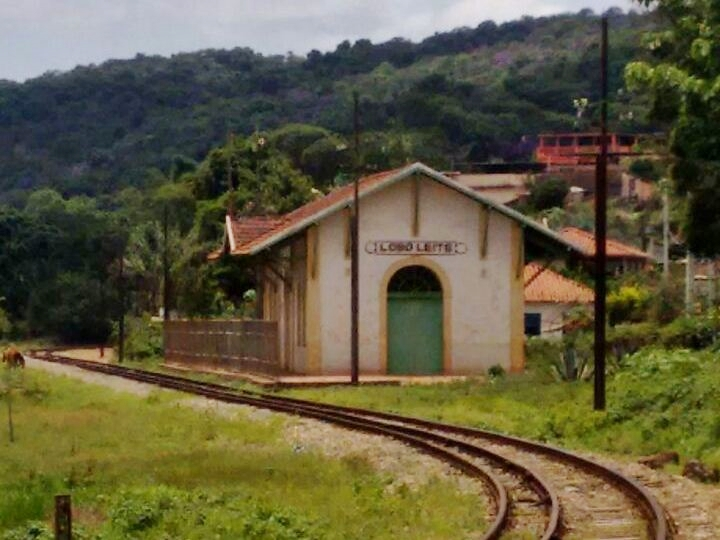
Estação Lobo Leite (1886)

Foi criado pertencente a Ouro Preto e com a denominação de Soledade pelo decreto nº 129, de 2 de julho de 1890, confirmado pela lei estadual nº 2, de 14 de setembro de 1891, sendo seu nome alterado posteriormente para Felipe dos Santos. Mediante a lei estadual nº 921, de 24 de dezembro de 1926, começou a se chamar Lobo Leite, denominação que prevalece desde então. Pelo decreto lei nº 148, de 17 de dezembro de 1938, passou a pertencer a Congonhas, com a emancipação do município.
A Estação Ferroviária de Lobo Leite, inaugurada em 1886 e pertencente à Linha do Centro original da antiga Estrada de Ferro Central do Brasil, forneceu transporte ferroviário de passageiros à localidade durante o período em que esteve em atividade. A via férrea, que teve diferentes denominações ao longo de sua existência, foi operada pela RFFSA, sua administradora até a década de 90. A estação, no entanto, permanece preservada e a ferrovia continua em atividade para o transporte de cargas da MRS Logística.